# الأبيض مجاجة
الأبيض مجاجة إحدى بلديات ولاية الشلف التابع لـ دائرة اولاد فارس.
تتكون من عدة قرى وهي كالتالي قرية المدينة وهي قلب البلدية واول مركز لادارة المنطقة قبل واثناء الايتعمار وبعد الاستقلال بما فيها اولاد فارس الى جانب قرية الطوافرية وتسمى أيضا بقعة الطوافرية، قرية أولاد سيدي محمد، قرية مجاجة خرارة، قرية يارمول وقرية هلي الشاوي، قرية الزاوية الدعامشة.

## التضاريس والمناخ
تتميز بلدية الأبيض مجاجة بطبيعتها الجبلية، تتميز بمناخ بارد شتاءا وحار جدا صيفا ومعدل تساقط متوسط.

## الأصول والألقاب
يختلف العديد حول أصول سكان الأبيض مجاجة، لكن الأرجح أن أصلهم يعود إلى سيدي امحمد بن علي الذي ولد عام 945 للهجرة الموافق 1538 م وله زاوية مشهورة تعرف باسمه.
الألقاب الأصلية لسكان الأبيض مجاجة هي: علي عروس، هني عروس، عروس، جيلالي بوزينة، محمدي بوزينة، طيفوري رحماني، سعيدي، دحماني، رحماني، دومة بوطيبة، رحماني قوادري، بوجلطية، طهراوي دومة وشاوي، شبرة، فلاق شبرة، مصطفى شبرة، هني شبرة، دلة، جلولي دلة، مصطفى دلة،حوشان.

## الشؤون الدينية

### المساجد
تحتوي هذه البلدية على العديد من المساجد التي تشرف عليها مديرية الشؤون الدينية والأوقاف لولاية الشلف تحت وصاية وزارة الشؤون الدينية والأوقاف.
- المسجد العتيق
- مسجد الشبايرية

### الزوايا
- «زاوية سيدي أمحمد بن علي».[3]

تأسست زاوية سيدي محمّد بن عليّ أبهلول المجاجي في أوائل القرن العاشر هجري، والفضل يعود إلى الشيخ سيدي عليّ أبهلول المجاجي، حيث تولى رعايته سيدي أحمد بن يوسف أبهلول، وساهم في تعليمه وتلقينه الطريقة الشاذلية وأرشده إلى تأسيس الزاوية.